# Dawid Śmiełowski
Dawid Śmiełowski (ur. 20 listopada 1995 w Wągrowcu) – polski zawodnik mieszanych sztuk walki (MMA) wagi piórkowej oraz lekkiej. Wcześniej walczył dla takich organizacji jak m.in. ALMMA, Slugfest czy Babilon MMA. Aktualnie związany z najlepszą polską organizacją KSW, w której zajmuje 9. miejsce w oficjalnym rankingu wagi lekkiej.

## Wczesne życie i amatorstwo
Pierwszy kontakt ze sztukami walki miał w wieku około 16 lat, gdy trenował karate kyokushin. Treningi mieszanych sztuk walki rozpoczął dwa lata później. W latach 2013–2017 stoczył 14 amatorskich walk. Bił się nie tylko na zawodach, ale również w trakcie profesjonalnych gal.

## Kariera MMA

### Slugfest i RWC
28 października 2017 na gali Slugfest 12 zadebiutował w zawodowym MMA technicznie nokautując Jakuba Hanuszkiewicza w pierwszej rundzie.
13 kwietnia 2018 podczas gali Slugfest 14, w Murowanej Goślinie doszło do jego walki ze Sławomirem Szczepańskim. Śmiełowski znokautował swojego rywala kopnięciem na głowę w pierwszej rundzie.
21 grudnia 2018 poddał duszeniem trójkątnym w trzeciej rundzie Dawida Matyszaka. Starcie, które odbyło się w limicie umownym do 67 kg odbyło się na gali RWC 1: Nowe Rozdanie.

### KSW
17 stycznia 2022 roku największa polska organizacja, Konfrontacja Sztuk Walki za pośrednictwem mediów społecznościowych ogłosiła zakontraktowanie Śmiełowskiego.
W pierwszej walce dla nowego pracodawcy, na gali KSW 67: De Fries vs. Stosič w dniu 26 lutego 2022 miał zmierzyć się z Krzysztofem Klaczkiem, jednak ten wypadł z pojedynku, ze względu na chorobę. Nowym rywalem Śmiełowskiego był Chorwat, Filip Pejić. Starcie odbyło się w umownym limicie do 68,5 kg. Śmiełowski przegrywał na kartach sędziowskich, ale ostatecznie udało mu się odwrócić losy pojedynku i znokautować rywala na 8 sekund przed zakończeniem walki.
Niecałe pięć miesięcy później, na gali KSW 72: Romanowski vs. Grzebyk zmierzył się z byłym mistrzem organizacji Armia Fight Night, Patrykiem Kaczmarczykiem. Zwyciężył w drugiej rundzie, kiedy to znokautował rywala kopnięciem na korpus. Po walce otrzymał pierwszy bonus za najlepszy nokaut wieczoru.
Oczekiwano, że Śmiełowski po dwóch efektownych zwycięstwach 17 marca 2023 na KSW 80 zawalczy z Robertem Ruchałą o tymczasowy pas mistrzowski kategorii piórkowej KSW. Ostatecznie na nieco miesiąc przed zaplanowaną galą w mediach społecznościowych wybiegła informacja o kontuzji Królika, która wykluczyła go z tego zestawienia.
W powrocie do klatki KSW po ponad rocznej przerwie na KSW 86 we wrocławskiej Hali „Orbita” podjął w walce doświadczonego Niemca, Loma-Alego Eskijewa. Śmiełowski odniósł pierwszą porażkę w zawodowej karierze, przegrywając przez techniczny nokaut w pierwszej rundzie, po tym jak rywal obalił go i rozbił ciosami w parterze z pozycji krucyfiksu.
Następnie oczekiwano, że zawalczy 20 stycznia 2024 na gali XTB KSW 90, mierząc się w kategorii lekkiej z Francuzem, Ramzanem Dżembiewem. Na 10 dni przed tym wydarzeniem federacja KSW poinformowała o kontuzji Śmiełowskiego.
20 lipca 2024 podczas wydarzenia XTB KSW 96: Pawlak vs. Janikowski 2 w Łodzi zmierzył się z powracającym do KSW Bartłomiejem Koperą. Dla Śmiełowskiego było to przejście do wagi lekkiej. Wygrał po raz pierwszy przez jednogłośną decyzję sędziowską, tym samym powracając na ścieżkę zwycięstw.
Piątą walkę dla KSW stoczył na jubileuszowej gali XTB KSW 100, która odbyła się 16 listopada 2024 w PreZero Arenie Gliwice. Jego rywalem został podwójny mistrz francuskiej organizacji Hexagone MMA, Aymard Guih. Śmiełowski doznał drugiej porażki w zawodowej karierze, przegrywając jednogłośnie na kartach punktowych.
21 lutego 2025 podczas gali XTB KSW 103: Brichta vs. Charzewski w czeskim Libercu, stoczył walkę z Brazylijczykiem, Welissonem Paivą. Ponownie przegrał jednogłośną decyzją sędziów.

## Kariera bokserska
Na zawodowym ringu bokserskim zadebiutował 9 kwietnia 2021 na gali Babilon Boxing Show. Przegrał po sześciu rundach jednogłośnie na punkty z bardziej doświadczonym Danielem Rutkowskim.
25 listopada 2023 na gali AMAG Fight Night 2, stoczył charytatywno-pokazową walkę z zawodnikiem MMA dywizji półciężkiej, Damianem Skarżyńskim. Starcie po trzech rundach zakończyło się remisem.

## Lista walk w MMA

### Zawodowe
| Wynik     | Bilans | Przeciwnik (bilans przed walką) | Rozstrzygnięcie                           | Runda | Czas | Rozgrywki                                 | Data       | Miejsce          | Uwagi                                        |
| --------- | ------ | ------------------------------- | ----------------------------------------- | ----- | ---- | ----------------------------------------- | ---------- | ---------------- | -------------------------------------------- |
| Przegrana | 11-3   | Welisson Paiva (11-3-2)         | Decyzja (jednogłośna)                     | 3     | 5:00 | XTB KSW 103: Brichta vs. Charzewski       | 21.02.2025 | Liberec          | Limit umowny -72 kg.                         |
| Przegrana | 11-2   | Aymard Guih (18-13-1)           | Decyzja (jednogłośna)                     | 3     | 5:00 | XTB KSW 100: Khalidov vs. Bartosiński     | 16.11.2024 | Gliwice          |                                              |
| Wygrana   | 11-1   | Bartłomiej Kopera (13-7)        | Decyzja (jednogłośna)                     | 3     | 5:00 | XTB KSW 96: Pawlak vs. Janikowski 2       | 20.07.2024 | Łódź             | Przejście do wagi lekkiej.                   |
| Przegrana | 10-1   | Lom-Ali Eskijew (20-7. 1NC)     | TKO (ciosy w parterze z krucyfiksu)       | 1     | 4:21 | KSW 86: Wikłacz vs. Przybysz 4            | 16.09.2023 | Wrocław          |                                              |
| Wygrana   | 10-0   | Patryk Kaczmarczyk (8-1)        | KO (kopnięcie frontalne na korpus)        | 2     | 2:51 | KSW 72: Romanowski vs. Grzebyk            | 23.07.2022 | Kielce           | Bonus za nokaut wieczoru. Co-Main Event      |
| Wygrana   | 9-0    | Filip Pejić (15-6-2)            | TKO (ciosy pięściami w parterze)          | 3     | 4:52 | KSW 67: De Fries vs. Stosič               | 26.02.2022 | Warszawa         | Debiut w KSW. Limit umowny do 68,5 kg.       |
| Wygrana   | 8-0    | Krzysztof Gutowski (8-0)        | KO (kopnięcie na głowę i ciosy pięściami) | 1     | 4:58 | Babilon MMA 20: Śmiełowski vs. Gutowski   | 26.03.2021 | Warszawa         | Main Event                                   |
| Wygrana   | 7-0    | Hubert Sulewski (3-1-1)         | TKO (ciosy pięściami w parterze)          | 2     | 4:32 | Babilon MMA 15: Skibiński vs. Medvedovski | 28.08.2020 | Biała Rawska     |                                              |
| Wygrana   | 6-0    | Damian Zorczykowski (6-4)       | KO (latające kolano)                      | 3     | 4:46 | Babilon MMA 11: Skibiński vs. Nalgiev     | 13.12.2019 | Radom            | Limit umowny do 68,5 kg.                     |
| Wygrana   | 5-0    | Dmitrij Gorbatow (2-1)          | Poddanie (duszenie bulldog)               | 1     | 1:35 | Slugfest 16                               | 24.05.2019 | Wągrowiec        | Limit umowny do 68 kg. Main Event            |
| Wygrana   | 4-0    | Piotr Kacprzak (1-0)            | TKO (kontuzja ramienia)                   | 1     | 1:46 | Babilon MMA 7: Kita vs. Głuchowski        | 25.01.2019 | Żyrardów         | Debiut w Babilon MMA. Limit umowny do 67 kg. |
| Wygrana   | 3-0    | Dawid Matyszczak (3-4)          | Poddanie (duszenie trójkątne)             | 3     | 2:39 | RWC 1: Nowe Rozdanie                      | 21.12.2018 | Kościerzyna      | Limit umowny do 67 kg.                       |
| Wygrana   | 2-0    | Sławomir Szczepański (3-9)      | KO (kopnięcie na głowę)                   | 1     | 4:19 | Slugfest 14                               | 13.04.2018 | Murowana Goślina |                                              |
| Wygrana   | 1-0    | Jakub Hanuszkiewicz (0-0)       | TKO (ciosy pięściami)                     | 1     | 3:29 | Slugfest 12                               | 28.10.2017 | Wągrowiec        | Debiut w zawodowym MMA.                      |

### Amatorskie
| Wynik     | Bilans | Przeciwnik (bilans przed walką) | Rozstrzygnięcie                     | Runda | Czas | Rozgrywki                          | Data       | Miejsce          | Uwagi                          |
| --------- | ------ | ------------------------------- | ----------------------------------- | ----- | ---- | ---------------------------------- | ---------- | ---------------- | ------------------------------ |
| Wygrana   | 9-5    | Dawid Przybylski (0-1)          | Poddanie (dźwignia na staw łokciowy | 2     | 3:58 | Slugfest 10                        | 11.03.2017 | Murowana Goślina | Powrót do wagi piórkowej.      |
| Wygrana   | 8-5    | Matěj Taraba (2-0)              | Poddanie (duszenie zza pleców)      | 2     | ?    | Victory FC League 3                | 30.12.2016 | Ostrawa          |                                |
| Wygrana   | 7-5    | Jarosław Wróbel (2-2)           | KO (cios pięścią)                   | 1     | ?    | Slugfest 9                         | 10.12.2016 | Września         |                                |
| Wygrana   | 6-5    | Piotr Pasieczny (0-0)           | TKO (ciosy pięściami)               | 1     | 1:40 | Slugfest 8                         | 29.10.2016 | Gniezno          | Powrót do wagi lekkiej.        |
| Wygrana   | 5-5    | Lukas Dlouhy (0-0)              | Decyzja (jednogłośna)               | 3     | 3:00 | VFCL MMA Championships             | 24.09.2016 | Ostrawa          | Przejście do wagi piórkowej.   |
| Wygrana   | 4-5    | Bartosz Ciesielski (1-2)        | Decyzja (niejednogłośna)            | 3     | 3:00 | Knockout Art 2                     | 19.09.2015 | Luboń            |                                |
| Przegrana | 3-5    | Krzysztof Mendlewski (0-1)      | Decyzja (jednogłośna)               | 3     | 3:00 | Slugfest 4                         | 06.06.2015 | Murowana Goślina | Powrót do wagi lekkiej.        |
| Przegrana | 3-4    | Wojciech Litwiniec (0-0)        | Decyzja                             | 1     | 4:00 | ALMMA 77: Puchar Wielkopolski      | 28.03.2015 | Luboń            |                                |
| Wygrana   | 3-3    | Piotr Majewski (0-0)            | Poddanie (duszenie trójkątne)       | 1     | 1:55 | ALMMA 77: Puchar Wielkopolski      | 28.03.2015 | Luboń            |                                |
| Przegrana | 2-3    | Szymon Lubecki (0-0)            | Decyzja                             | 1     | 4:00 | ALMMA 75                           | 01.03.2015 | Sochaczew        |                                |
| Wygrana   | 2-2    | Jakub Zdybel (0-0)              | Decyzja                             | 1     | 4:00 | ALMMA 75                           | 01.03.2015 | Sochaczew        |                                |
| Wygrana   | 1-2    | Szymon Tabaczka (0-0)           | KO (cios pięścią)                   | 3     | 2:46 | Slugfest 2                         | 13.12.2014 | Września         |                                |
| Przegrana | 0-2    | Kamil Koperski (0-0)            | Decyzja                             | 1     | 4:00 | ALMMA 66: Mistrzostwa Wielkopolski | 18.10.2014 | Poznań           | Przejście do wagi półśredniej. |
| Przegrana | 0-1    | Nikola Rodić (0-0)              | Decyzja (jednogłośna)               | 2     | 5:00 | Ultimate Fight - Challenge 8       | 30.11.2013 | Samobor          | Debiut w amatorskim MMA.       |